# Alex Broadhurst
Alex Broadhurst, född 7 mars 1993 i Orland Park, Illinois, är en amerikansk professionell ishockeyspelare som är kontrakterad till NHL-laget Winnipeg Jets men spelar för Columbus Blue Jackets farmarlag Cleveland Monsters i AHL.
Han har tidigare spelat på NHL-nivå för Columbus Blue Jackets och på lägre nivåer för Lake Erie Monsters och Rockford IceHogs i AHL, London Knights i OHL och Green Bay Gamblers i USHL.

## Spelarkarriär

### NHL

#### Chicago Blackhawks
Han draftades i sjunde rundan, som 199:e spelare totalt, av Chicago Blackhawks i NHL-draften 2011 och skrev på ett treårigt entry level-kontrakt med klubben värt 2,55 miljoner dollar, den 31 maj 2013.

#### Columbus Blue Jackets
Han tradades den 1 juli 2015 tillsammans med Brandon Saad och Michael Paliotta till Columbus Blue Jackets, i utbyte mot Artem Anisimov, Marko Dano, Jeremy Morin, Corey Tropp och ett draftval i fjärde rundan 2016 (som senare byttes vidare till New York Islanders som valde Anatoly Golyshev).
Broadhurst skrev på ett ettårskontrakt värt 600 000 dollar med Blue Jackets den 25 juli 2016 och förlängde kontraktet med ett år den 23 juni 2017 till ett värde av 650 000 dollar och igen med nytt ettårskontrakt värt 725 000 dollar den 18 juni 2018.

#### Winnipeg Jets
Den 25 februari 2019 tradades han till Winnipeg Jets i utbyte mot framtida överväganden. Han fortsatte dock spela med Blue Jackets farmarlag Cleveland Monsters.

## Privatliv
Han är yngre bror till ishockeyspelaren Terry Broadhurst.